# Federação da África Oriental
A Federação da África Oriental (suaíli: Shirikisho la Afrika Mashariki) é uma proposta de união política dos oito estados soberanos da Comunidade da África Oriental – Burundi, Quênia, Ruanda, Sudão do Sul, Somália, Tanzânia, República Democrática do Congo e Uganda – como um único estado soberano federado. Em setembro de 2018, um comitê foi formado para iniciar o processo de elaboração de uma constituição regional, e um projeto de constituição para a confederação estava programado para ser escrito até 2021, com implementação até 2023, mas a Pandemia de COVID-19 forçou o adiamento dos planos, tendo a escrita da constituição sido apenas resumida em maio de 2023.

## Demografia

### População e taxa de fecundidade
| Nome                           | População   | Crescimento da População (Anual %) | TFT |
| ------------------------------ | ----------- | ---------------------------------- | --- |
| Uganda                         | 44.269.594  | 3,6                                | 5.0 |
| Quênia                         | 52.573.973  | 2,3                                | 3,5 |
| Tanzânia                       | 58.005.463  | 3,0                                | 4,9 |
| Ruanda                         | 12.626.950  | 2,6                                | 4,0 |
| Burundi                        | 11.530.580  | 3,1                                | 5,4 |
| República Democrática do Congo | 94.660.410  | 3,2                                | 6,2 |
| Sudão do Sul                   | 11.062.113  | 0,8                                | 4,7 |
| FAO como um todo               | 284.729.083 | 2,9                                | 5,0 |